# Medalha Rosalba

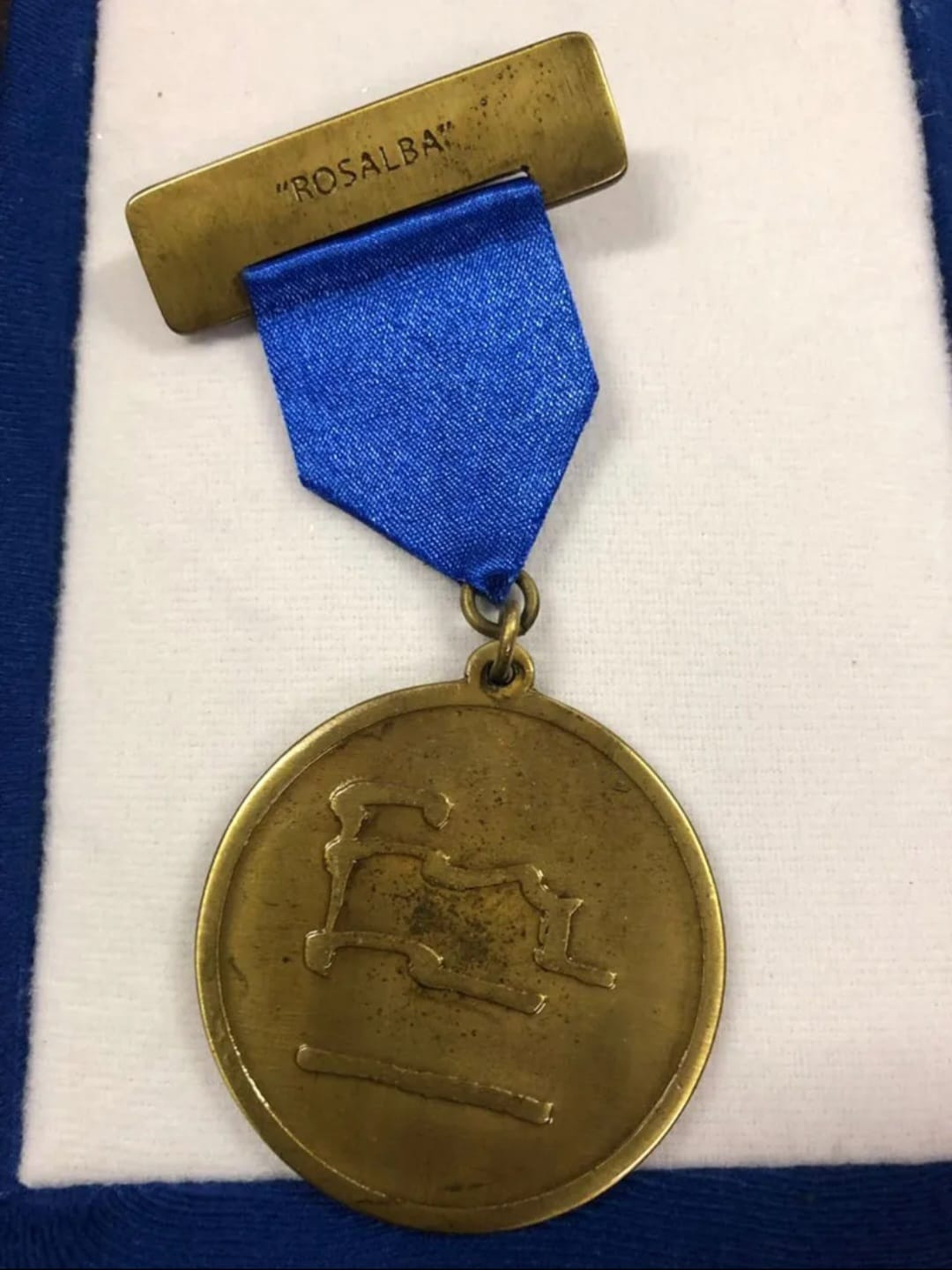
Medalha Rosalba

A “Medalha Rosalba” é a máxima condecoração outorgada pelo Tribunal Permanente de Revisão do Mercosul (TPR), órgão jurisdicional do Mercado Comum do Sul (MERCOSUL), com sede na cidade de Assunção, no Paraguai. Foi instituída por meio da Resolução STPR n.º 19, de 17 de maio de 2013, sendo concedida anualmente a personalidades indicadas pelos árbitros listados no artigo 11.1 do Protocolo de Olivos e pela secretaria do TPR.
É destinada a galardoar aqueles que, por qualquer motivo ou benemerência, se tenham tornado merecedores do reconhecimento da corte do Mercosul, se distinguindo por meio de serviços meritórios e de virtudes cívicas enquanto autoridades dos Estados e personalidades do mundo jurídico e acadêmico, contribuindo ao fortalecimento da integração regional no Mercosul e do direito internacional.
A Medalha consta de uma disco em bronze pendente de uma fita dobrada de cor azul-de-pérsia, tendo no ápice passador forjado em bronze com a escrita “Rosalba”, a ser colocada ao lado esquerdo do peito.
A denominação “Rosalba” se refere à sede histórica do TPR, o palacete Villa Rosalba, um edifício sóbrias linhas arquitetônicas localizado na Av. Mariscal López, entre as calles General Santos e Vice-presidente Sánchez, em Assunção, no Paraguai.
A outorga da medalha é realizada de forma numerada.

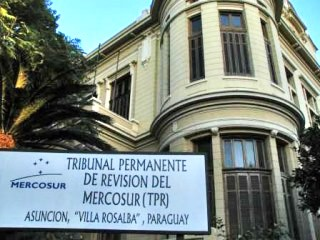
Sede histórica do Tribunal Permanente de Revisão do Mercosul, em Assunção, no Paraguai.

Entre os agraciados com a Medalha Rosalba encontram-se:
- Ministra Fátima Nancy Andrighi (22/Mai/2013)
- Prof. Dr. Antônio Paulo Cachapuz de Medeiros (22/Mai/2013)[5]
- Prof. Dr. Santiago Deluca (22/Mai/2013)
- Prof. Dr. Christian Adel Mirza (19/Aug/2013)
- Prof. Dr. Diego Arroyo Fernández (01/Nov/2013)
- Prof.a Dr.a Cláudia Lima Marques (01/Nov/2013)
- Prof. Dr. Didier Opertti (01/Nov/2013)
- Prof. Dr. José Antonio Moreno Rodríguez (01/Nov/2013)
- Prof. Dr. Carlos María Correa (25/Jun/2014)
- Dr. Reginaldo Arcuri (20/Fev/2015)[6]
- Ministro Carlos Eduardo Caputo Bastos (Medalha n.º 10, 20/Fev/2015)[7]
- Prof. Dr. Paulo Borba Casella (09/Jun/2015)[8]
- Eduardo Tellechea (10/Jun/2015)
- Prof.a Dr.a Sandra Negro (10/Jun/2015)
- Prof. Carlos Sosa Jovellanos (12/Ago/2015)
- Prof.a Dr.a Nádia de Araújo (13/Ago/2015)[9]
- Prof. Dr. Luiz Otávio Pimentel (14/Ago/2015)
- Mag. José Angelo Estrella Faria (Medalha n.º 19, 3/Nov/2015)
- Adv. Roberto Antonio Busato (Medalha n.º 20, 1/Dez/2015)[10]
- Prof.a Dr.a. Maristela Basso (Medalha  n.º 21, 1/Dez/2015)
- Ministra Ellen Gracie Northfleet (Medalha n.º 22, 1/Dez/2015)
- Ministro Nelson Azevedo Jobim (Medalha n.º 23, 1/Dez/2015)
- Prof.a Dr.a Elizabeth Accioly (Medalha n.º 24, 1/Dez/2015)
- Prof.a Dr.a Carmen Beatriz de Lemos Tiburcio Rodrigues (Medalha n.º 25, 1/Dez/2015)
- Mag. Natacha Suñé (Medalha n.º 26, Res. STPR Nº 68/2015, 1/Dez/2015)
- Embaixadora María Cristina Boldorini (Medalha n.º 27, 22/Dez/2015)
- Prof. Dr. Ignacio Goicoechea (13/Abr/2016)
- Prof. Dr. Carlos Francisco Molina del Pozo (15/Jul/2016)
- Ministro José Francisco Rezek (Res. STPR nº 39/2016, 02/Set/2016)
- Prof. Dr. Márcio Pereira Pinto Garcia (Res. STPR nº 40/2016, 02/Set/2016)
- Prof. Dr. Ricardo Alonso García (Res. STPR nº 50/2016, 04/Nov/2016)
- Prof. Dr. Eduardo Augusto Alves Vera-Cruz Pinto (Medalha n.º 35, Res. STPR nº 014/2017)[11]
- Prof. Dr. Arno Dal Ri Jr. (Medalha n.º 45, Res. STPR nº 100/2017, 13/Dez/2017)[12]
- Prof. Dr. Clemerson Merlin Clève (13/Dez/2017)[13]
- Prof. Dr. Gustavo Oliveira Vieira (05/Abr/2018)
- Prof. Dr. Dutra de Araújo (19/Out/2018)
- Prof. Dr. Roberto Ruiz Díaz Labrano (Res. STPR nº 30/2019, 13/Ago/2019)
- Adv. Juan Emilio Oviedo Cabañas (Res. STPR nº 54/2019, 16/Dez/2019)
- Embaixador Efraín Darío Centurión (Res. STPR nº 58/2019, 20/Dez/2019)[14]
- Adv. Guillermo Michelson Irusta (20/Jul/2023)
- Prof. Dr. Jorge Fontoura Nogueira (07/Nov/2023)[15]
- Embaixador Pablo Grinspun (Res. STPR nº 11/2023, 07/Nov/2023)
- Embaixador José Antonio Marcondes de Carvalho (Res. STPR nº 21/2023, 17/Nov/2023)
- Lic. Maider Méndez Bica (Res. STPR nº 22/2023, 27/Nov/2023)
- Lic. Manuel F. Fernández (Res. STPR nº 22/2023, 27/Nov/2023)
- Dra. Brenda Luciana Maffei (Res. STPR nº 22/2023, 27/Nov/2023)
- Mag. Renata Cenedesi Bon Costa (Res. STPR nº 22/2023, 27/Nov/2023)
- Prof. Dr. Alejandro D. Perotti (Medalha n.º 62, Res. STPR nº 22/2023, 07/Dez/2023)